# Thomsonisca pakistanensis
Thomsonisca pakistanensis är en stekelart som först beskrevs av S. Ahmad 1970.  Thomsonisca pakistanensis ingår i släktet Thomsonisca och familjen sköldlussteklar. Inga underarter finns listade i Catalogue of Life.